# بلاند ريدهيد
بلاند ريدهيد (بالإنجليزية: Blonde Redhead)‏ هي فرقة روك بديل أمريكية تأسست في مدينة نيويورك 1993 وتتكون من كازو ماكينو والتوأمين سايمون وأميدو بيس.

## وصلات خارجية
- بلاند ريدهيد على موقع IMDb (الإنجليزية)
- بلاند ريدهيد على موقع ميتاكريتيك (الإنجليزية)
- بلاند ريدهيد على موقع ميوزك برينز (الإنجليزية)
- بلاند ريدهيد على موقع أول ميوزيك (الإنجليزية)
- بلاند ريدهيد على موقع ديسكوغز (الإنجليزية)
- بلاند ريدهيد على موقع قاعدة بيانات الفيلم (الإنجليزية)